# (634) Ute
(634) Ute – planetoida z pasa głównego asteroid okrążająca Słońce w ciągu 5 lat i 116 dni w średniej odległości 3,05 j.a. Została odkryta 12 maja 1907 roku w Landessternwarte Heidelberg-Königstuhl w Heidelbergu przez Augusta Kopffa. Nazwa planetoidy pochodzi od imienia przyjaciółki odkrywcy. Przed jej nadaniem planetoida nosiła oznaczenie tymczasowe (634) 1907 ZN.